# Billy Kid
Billy Kid, Billy the Kid, właśc. William Bonney lub Wiliam Henry McCarty (ur. prawdopodobnie 17 września 1859 w Nowym Jorku, zm. 14 lipca 1881 w Fort Sumner) – amerykański rewolwerowiec, jeden z najsłynniejszych przestępców Dzikiego Zachodu. Uczestnik osławionej wojny w hrabstwie Lincoln – członek frakcji Regulatorów. Oskarżany był o zabójstwo 21 osób, co nie znalazło jednak potwierdzenia (nie licząc Indian i Meksykanów), jako że legendy na temat Kida krążyły po całym Zachodzie już za jego życia. Napadał w pięciu miejscach jednocześnie, w ciągu doby przemierzał sto mil konno. Na rycinach z epoki ukazywano go z dwiema prawymi rękami – symbolem doskonałego rewolwerowca.
Zastrzelony w Fort Sumner przez szeryfa Pata Garretta w 1881.
Wśród tylu sprzecznych informacji trudno odróżnić prawdę od fałszu. Kłopoty zaczynają się już przy ustaleniu daty urodzin. Podana wyżej znajduje po prostu najwięcej potwierdzeń. Podobne problemy są z nazwiskiem Kida. On sam używał pseudonimów takich jak: Henry Antrim, William Antrim, Kid Antrim – Antrim to nazwisko ojczyma. Czasami w literaturze występuje nazwisko Harrigan, ale nie ma ono potwierdzenia w dokumentach. Nazwisko Bonney to panieńskie nazwisko matki Kida, zaś McCarty pojawia się w dokumentach dotyczących jego dzieciństwa.

## Życiorys

### Dzieciństwo i początki kariery
Wychowywał się w Indianie, Kansas, a później na zorganizowanym Terytorium Arizony. W 1874 w Silver City (Nowy Meksyk) zmarła jego matka. Rok później rozpoczął karierę kryminalną, okradając chińską pralnię do spółki z kolegą. Stało się to 26 września 1875. Kida aresztowano. Uciekł z celi nocą, przez komin. Przez następne dwa lata zajmował się dorywczymi pracami na całym Terytorium Arizony. W sierpniu 1877 w Camp Grant zabił podczas kłótni niejakiego Cahilla. Znów uciekł z aresztu i pojechał do Terytorium Nowego Meksyku. Rozpoczął tam pracę na ranczu Johna Tunstalla, przez co wziął udział w wydarzeniach określanych jako wojna w hrabstwie Lincoln.

### Wojna w hrabstwie Lincoln
W 1878 roku Kid wyruszył ze swoim szefem do Lincoln i stał się świadkiem zamordowania go. Nie jest prawdą niezwykła przyjaźń między nimi, jak i to, że Kidem kierowała później tylko chęć zemsty, niemniej jednak Billy dołączył do frakcji Regulatorów. O udziale Kida w tych wydarzeniach opowiada m.in. western Chisum.
Kid był wśród tych, którzy zastrzelili na ulicy w Lincoln szeryfa Brady’ego (1 kwietnia 1878). 4 kwietnia Regulatorzy napadli na Robertsa, oskarżanego o zabójstwo Tunstalla. Roberts zabił jednego napastnika i ranił drugiego. Gdy wystrzelał wszystkie pociski Kid wyszedł i strzelił do niego. Roberts zmarł na drugi dzień a Kid trafił na czołówki gazet. Nie ma pewności, że to on stanął na czele Regulatorów, lecz jego postać często pojawiała się odtąd w prasie. W 1878 brał udział w Bitwie o Lincoln i w obronie domu McSweena, która przeszła potem do legendy.
Wojna zakończyła się klęską, a Regulatorzy poszli w rozsypkę. Hrabstwo popadło w stan anarchii – z niedobitków Regulatorów i Chłopców powstało wiele band przestępczych.

### Późniejsza działalność
Po wojnie Kid objął dowództwo w bandzie złożonej w dużej części z byłych Regulatorów i zajęli się kradzieżą bydła i koni. Część dawnych Regulatorów opuściła bandę w grudniu 1878. Z dawnych towarzyszy zostali przy Kidzie tylko Tom O'Foliard i Charlie Bowdre. Kid nie chciał wyjeżdżać, z uwagi na rozgłos jaki zdobył sobie w tej okolicy. W grudniu tegoż roku przyjechał do Lincoln, gdzie go aresztowano. Po raz kolejny uciekł z aresztu i wrócił do Fort Sumner.
W dwa miesiące później wrócił do Lincoln, żeby spotkać się z paroma dawnymi przeciwnikami. Był wówczas świadkiem zabójstwa Chapmana, prawnika wdowy po McSweenie. Gubernator Lew Wallace zaaranżował spotkanie z Kidem, na którym miał on się dać aresztować. W kwietniu 1879 roku stanął przed sądem jako świadek zabójstwa Tunstalla i Chapmana. Sprawa nabrała znaczenia politycznego i w wyniku różnych machinacji przeniesiono ją do Mesilla. Kid przestraszył się, że zostanie zamordowany (był ostatnim ze „starej gwardii”, który mógł zeznawać) i uciekł.
Wiosną 1880 zastrzelił Joego Granta w knajpie w Fort Sumner. Grant wielokrotnie odgrażał się, że zabije Kida. Kid wyciągnął mu pociski z rewolweru, po czym sprowokował go. Gdy Grant usiłował strzelić, Kid go zabił.
Kid skompletował ponownie bandę i znów zaczął kraść konie i bydło. Okradli między innymi rezerwat Mescalero, ranczo Grzelachowskiego i wiele innych, mniej znacznych. Szeryfowie Hughens i Longworth otoczyli bandę Kida na ranczu Greathouse’a i Kucka. Kid odmówił poddania się. Tylko Billy Wilson, członek bandy skłaniał się ku temu, ale żądał najpierw rozmów z Jimmym Carlylem z grupy pościgowej. Po około dwóch godzinach rozmów w domku Carlyle wyskoczył przez okno i po paru metrach padł od kul. Obarczono jego śmiercią Kida, lecz najprawdopodobniej padł od kul ludzi szeryfa, którzy uznali, że to ucieka Kid. Szeryfowie wycofali się nie mając szans na pobicie bandy. Na rok 1880 przypada największy wysyp legend i opowieści o Kidzie rozpowszechnianych przez gazety w całym kraju. Mimo to nagroda za głowę Kida wynosiła jedynie 500 dolarów.
Szeryfem hrabstwa Lincoln został Pat Garrett. Jego głównym celem miało być położenie kresu działalności Kida. O walce Garreta z Kidem opowiada antywestern Pat Garrett i Billy Kid. Rozpoczęło się polowanie na Kida. W strzelaninie na obrzeżach Fort Sumner zginął Tom O'Foliard, dziewiętnastoletni Teksańczyk, będący z Kidem niemal od samego początku. W kolejnej strzelaninie zginął ostatni z dawnych Regulatorów – Charlie Bowdre. Wilson, Pickett Rudabaugh i Kid poddali się. W marcu 1881 Kid został oskarżony o zamordowanie Robertsa, jednak sąd uwolnił go od tego zarzutu. Oskarżono go o zabójstwo szeryfa Brady’ego, chociaż nie wiadomo jaki miał w tym udział (na pewno był obecny na miejscu, wśród zabójców). Billy skazany został na śmierć przez powieszenie. Termin egzekucji wyznaczono na 13 maja 1881 w Lincoln.

### Ucieczka i śmierć
W areszcie w Lincoln Kid dokonał swojego najsłynniejszego bodaj wyczynu i jednej z najbardziej spektakularnych ucieczek. 28 kwietnia, pod nieobecność Garretta w mieście jeden z przyjaciół Kida ukrył broń w ubikacji na podwórzu więzienia. Kid zastrzelił strażnika Bella oraz drugiego strażnika Boba Ollingera. Potem kazał sobie podać konie i odjechał.
Gdy Garrett wrócił do miasta natychmiast zorganizował pościg. Ślady doprowadziły do Fort Sumner. 13 lipca Garrett poszedł w nocy porozmawiać z Pete’em Maxwellem, znajomym swoim i Kida. Gdy nagle do pokoju wszedł Billy, Garrett zastrzelił go. Okoliczności śmierci Kida od razu stały się przedmiotem spekulacji. Prawdopodobnie Kid nie miał przy sobie rewolweru. Wielu zarzucało Garrettowi strzelanie do bezbronnego. Pojawiały się głosy, jakoby miał strzelać spod łóżka, z tyłu itp.
Pogrzeb Billy’ego Kida odbył się na cmentarzu wojskowym w Fort Sumner 15 lipca 1881 roku.
O pościgu Garretta za Kidem opowiada również piosenka Boba Dylana – Billy, wykorzystana jako soundtrack do wspomnianego wyżej westernu.

## Najważniejsze filmy o Billym Kidzie
| Tytuł polski                 | Tytuł oryginalny              | Rok  | Reżyseria                    | Odtwórca roli Billy’ego Kida | Rodzaj filmu                      | Uwagi |
| ---------------------------- | ----------------------------- | ---- | ---------------------------- | ---------------------------- | --------------------------------- | ----- |
| Billy Kid                    | Billy The Kid                 | 1941 | David Miller                 | Robert Taylor                | Fabularny, pełnometrażowy, kinowy |       |
| Wyjęty spod prawa            | The Outlaw                    | 1943 | Howard Hawks i Howard Hughes | Jack Buetel                  | Fabularny, pełnometrażowy, kinowy |       |
| Gwiazda szczęścia Billy Kida | The Left Handed Gun           | 1958 | Arthur Penn                  | Paul Newman                  | Fabularny, pełnometrażowy, kinowy |       |
| Chisum                       | Chisum                        | 1970 | Andrew V. McLaglen           | Geoffrey Deuel               | Fabularny, pełnometrażowy, kinowy |       |
| Pat Garrett i Billy Kid      | Pat Garrett and Billy the Kid | 1973 | Sam Peckinpah                | Kris Kristofferson           | Fabularny, pełnometrażowy, kinowy |       |
| Młode strzelby               | Young Guns                    | 1988 | Christopher Cain             | Emilio Estevez               | Fabularny, pełnometrażowy, kinowy |       |
| Młode strzelby II            | Young Guns II                 | 1990 | Geoff Murphy                 | Emilio Estevez               | Fabularny, pełnometrażowy, kinowy |       |
| The Kid                      | The Kid                       | 2019 | Vincent D’Onofrio            | Dane DeHaan                  | Fabularny, pełnometrażowy, kinowy |       |
| Stary Henry                  | Old Henry                     | 2021 | Potsy Ponciroli              | Tim Blake Nelson             | Fabularny, pełnometrażowy, kinowy |       |